# Etcetera
〈Etcetera〉는 비틀즈의 미공개된 노래이다. 폴 매카트니가 1965년경에 만든 것으로 추측되는 노래로, 본래 메리앤 페이스풀에게 주기 위해 만들었다. 하지만 페이스풀과 당시 연인이었던 믹 재거가 노래를 부를 것을 거절하였고, 이후 매카트니는 《The Beatles》의 세션이 진행되던 1968년 8월 20일 딱 한 차례 〈Etcetera〉의 데모를 녹음하였다. 이후 비틀즈의 그 어떤 작품에도 실리지 않으며 비틀즈의 가장 신비한 노래 중 하나로 꼽히고 있다. 비틀즈를 연구하는 학자들은 텔레비전 프로그램의 주제가로 쓰기 위해 블랙 다이크 밀스 밴드가 녹음한 〈Thingumybob〉의 초기 버전일 가능성이 높다고 언급했다.

## 배경

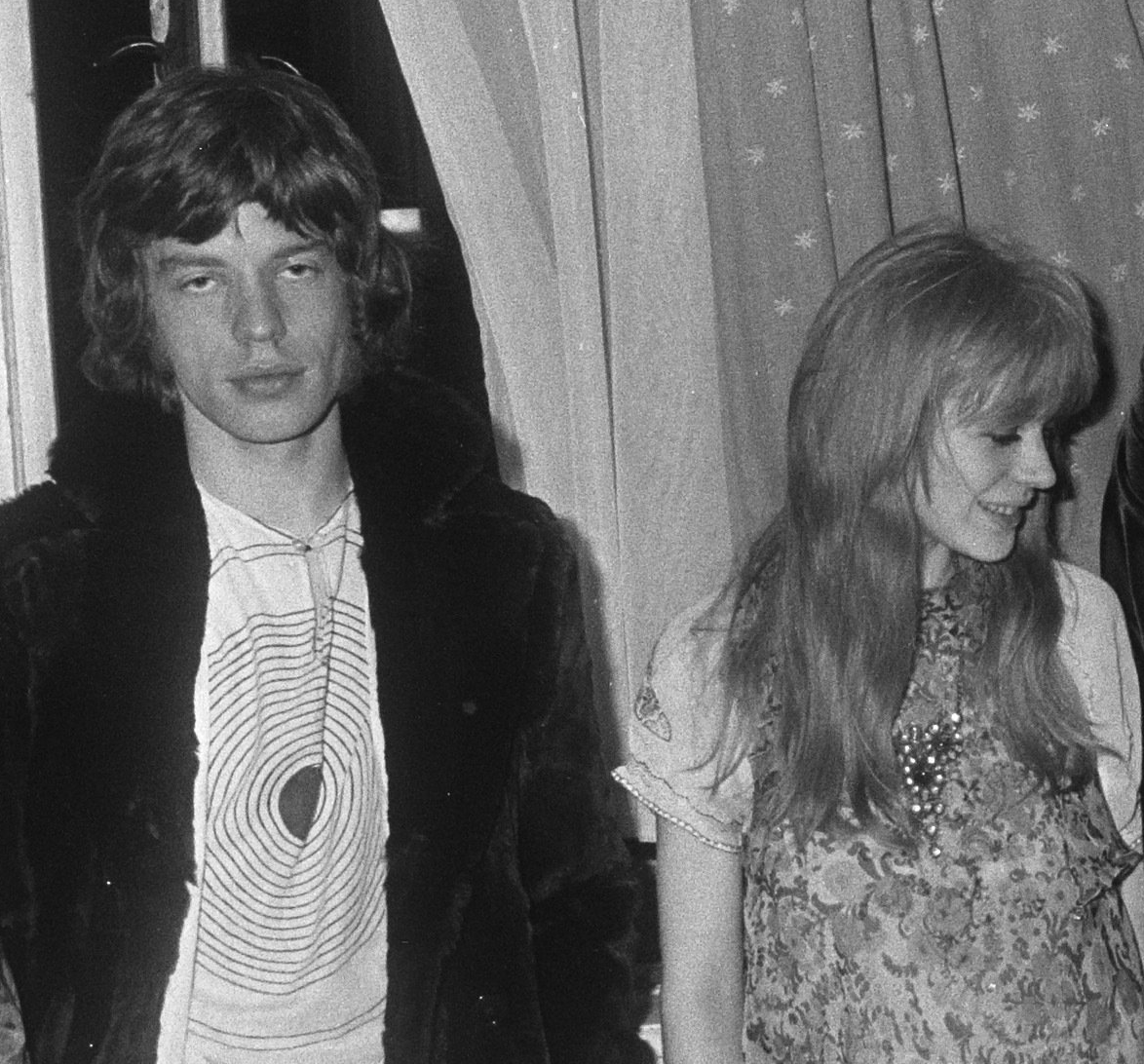
메리앤 페이스풀(오른쪽)과 믹 재거(왼쪽)의 모습

1965년 8월, 메리앤 페이스풀이 거주하던 레녹스 가든을 방문한 폴 매카트니는 페이스풀이 〈Yesterday〉를 녹음할 것이라는 사실을 알게 되었다. 매카트니는 페이스풀에게 《Help!》 발매 이후 많은 음악가들이 커버 버전을 작업하고 있는 상태이며, 특히 맷 먼로가 노래를 발표하기 전에 공개를 하는 것이 중요하다고 말하였다. 또한 매카트니는 페이스풀과 친분이 있다는 점과 노래를 만들어주겠다는 막연한 약속에도 당시까지 노래를 주지 않았다는 점 때문에 페이스풀이 부른 〈Yesterday〉가 히트를 기록하기 바랐다. 전기 《Paul McCartney: Many Years from Now》에서 매카트니는 곡을 주지 않은 상황에 관하여 "나는 곡을 썼지만 썩 좋은 곡은 아니었다. 〈Etcetera〉라는 제목을 가지고 있던 그 노래는 별로 좋지 않은 노래"라고 회고하였다.
시간이 지난 후 매카트니는 새 노래를 찾고 있는 페이스풀과 당시 연인이었던 믹 재거에게 〈Etcetera〉를 불러 볼 것을 제안하였으나, 둘은 거절하였다. 그 후 매카트니는 둘에게 〈Eleanor Rigby〉를 들려주었고, 페이스풀이 〈Eleanor Rigby〉를 부르고 싶다고 말하자 "이것은 안 된다. 내가 부를 노래다"라고 답하였다. 한편 페이스풀은 1965년 8월경에 임신 8개월이었던 자신이 스튜디오에 함께 있던 폴 매카트니에 대한 증언을 통해 〈Etcetera〉가 마음에 들지 않았다는 것은 기억하고 있으면서도, 노래 제목이 〈Etcetera〉였다는 사실은 떠오르지 않는다고 이야기했다.
매카트니는 〈Yesterday〉의 커버에 대해 아래와 같은 말을 남겼다.
돌이켜 본다면, 그들은 〈As Tears Go By〉 이후 〈Yesterday〉 같이 더욱 가슴이 절절하고 바로크적인 노래를 찾았을 지도 모른다. [당시] 나는 아마 이게 내가 가진 전부라고 생각했을 것이다. 나는 그들에게 작업물을 보내며 괜찮게 느끼길 바랐고, 아마 그들은 노래에 바로크 사운드를 넣은 후 괜찮다고 답했을 것이다. 그녀는 판단 하에 〈Yesterday〉를 불렀고, 이는 적어도 〈Etcetera〉보다는 나은 것이다.
 — 전기 《Paul McCartney: Many Years from Now》에서의 매카트니
작가 리치 운테르베르거는 1964년 페이스풀의 〈As Tears Go By〉가 히트하였고, 1965년 10월에 〈Yesterday〉 커버를 발매하였다는 사실 등을 종합하여 〈Etcetera〉가 1965년경에 쓰여졌을 것이라고 추측했다.

## 녹음
《The Beatles》의 세션이 진행되던 1968년 8월 16일, 조지 해리슨이 갑작스럽게 8월 17일부터 8월 21일까지 그리스로 여행을 떠나 자리를 비우게 되면서 8월 19일 월요일의 세션 스케줄이 취소되었다. 하지만 스케줄 예정 이튿날인 8월 20일 화요일, 나머지 세 명은 EMI 스튜디오에서 음악을 만들었다. 존 레논과 링고 스타는 EMI 스튜디오의 제3 녹음실에서 〈Yer Blues〉와 〈Revolution 9〉을 작업하였으며, 폴 매카트니는 제2 녹음실에서 홀로 세션을 진행했다. 당시 매카트니는 〈Mother Nature's Son〉의 녹음을 끝마치고, 〈Wild Honey Pie〉를 원 테이크로 끝냈다. 그리고 〈Mother Nature's Son〉의 작업을 끝마쳐 갈 때쯤 예정에 없던 〈Etcetera〉의 데모를 한 차례 녹음하였다. 녹음이 끝나고 매카트니는 조지 마틴의 보조 프로듀서였던 크리스 토머스와 사운드 엔지니어로 참여했던 앨런 브라운과 함께 녹음된 노래를 들었다. 앨런은 발라드 노래에 "Etcetera"라는 단어가 가사 속에 몇 번 나왔다고 말하며 "매우 아름다운 곡"이었다고 회상하였다.

## 이후

비틀즈 학자들이 〈Etcetera〉가 노래의 초기 버전으로 사용되었을 가능성이 높다고 언급한 〈Thingumybob〉의 네덜란드판 싱글 표지

1994년 2월, 인디펜던트는 이듬해 비틀즈의 미발매 곡이 담긴 음반이 발매될 것이라고 기사를 내보냈다. 기사를 작성한 데이비드 리스터는 매카트니와 해리슨이 함께 작곡한 유일한 곡 〈In Spite Of All The Danger〉, 링고를 제외한 비틀즈 세 명이 1960년 함부르크에서 녹음한 조지 거슈윈 원곡의 〈Summertime〉 등과 함께 〈Etcetera〉가 수록된다고 보도했다. 이듬해 11월 녹스빌 뉴스-센티널에서는 《Anthology 1》 이후 비틀즈 앤솔로지에 포함될 가능성이 있는 노래 중 하나로 〈Etcetera〉를 언급했다. 하지만 〈Etcetera〉는 부틀렉을 포함해 그 어떤 비틀즈의 작품에도 수록되지 않았다. 작가 리치 운테르베르거는 27여 분 길이의 〈Helter Skelter〉와 함께 가장 관심이 많은 미발매곡이라고 표현하였으며, 케네스 워맥 또한 긴 버전의 〈Helter Skelter〉 및 〈Carnival of Light〉와 마찬가지로 "가장 찾기 힘들고 신비에 싸인 작품"이라고 언급하였다. VH1에 글을 쓴 조던 런탁은 "우리가 듣고 싶은 비틀즈의 미발매 작품 20선"에서 〈Etcetera〉를 8위로 선정했다.
앨런은 〈Etcetera〉를 녹음했을 때와 재생했을 때까지 총 두 번밖에 듣지 못하였으며, 테이프가 처리되면서 그 이후로는 노래를 들을 수 없었다고 덧붙였다. 반면 매카트니는 노래가 들은 테이프가 처리된 것이 잘 된 일이라 생각한다고 이야기했다. 데이비드 퀀틱은 〈Laxton's Superb〉, 〈This Is Some Friendly〉, 〈Scrambled Eggs〉가 이후 〈I Want to Tell You〉, 〈Don't Pass Me By〉, 〈Yesterday〉로 이름이 바뀌었다는 점을 언급하며 〈Etcetera〉가 이후 제목이 변경된 노래의 작업 제목일 가능성을 제기하였다.
비틀즈를 연구하는 학자들은 〈Etcetera〉가 블랙 다이크 밀스 밴드의 〈Thingumybob〉의 초기 버전일 가능성이 높다고 언급했다. 블랙 다이크 밀스 밴드는 19세기에 창단한 요크셔 지역의 관악단이며, 매카트니가 프로듀싱한 〈Thingumybob〉은 1분 51초 길이의 기악곡으로, 1968년 8월 방영 예정이었던 동명의 텔레비전 프로그램 주제가로 쓰였다. 1968년 9월 6일 애플 레코드의 네 번째 싱글로 발매된 〈Thingumybob〉의 B사이드에는 〈Yellow Submarine〉이 실렸으며, 차트에 진입하는 데에는 실패하였다.

## 참여진
크레딧은 케네스 워맥의 책에서 발췌하였다.
- 폴 매카트니 – 보컬, 통기타

### 내용주
1. ↑  몬로가 부른 〈Yesterday〉는 조지 마틴이 프로듀싱하여 팔로폰에서 발매했다. 페이스풀 버전의 〈Yesterday〉는 오케스트라 편곡이 특징인 반면, 몬로는 강한 목소리를 내세웠다. 결국 몬로는 싱글 차트에서 8위를 기록하였으며, 페이스풀은 36위에 그쳤다.[3]
2. ↑  퀀틱은 매카트니가 〈Etcetera〉의 데모를 집에 가져갔다고 서술하였지만,[11] 윈은 토머스가 5인치 보빈에 릴을 감았으며, 이는 마틴이 노래를 편곡하기를 원했던 것일지도 모른다고 책을 썼다.[10]

### 참조주
1. 1 2  마일스 1997, 221쪽.
2. 1 2 3 4  마일스 1997, 221–222쪽.
3. ↑  호킨슨 2013, 6장.
4. ↑  “THE PAUL McCARTNEY INTERVIEW”. 《클럽 샌드위치》 (영어). 72호. 1994년 겨울. 5쪽. I offered it to Marianne Faithfull and Mick Jagger, who were looking for a song for Marianne to record, but it wasn't what she wanted. I think she was looking for an 'Eleanor Rigby' and instead I offered her an 'Etcetera'
5. ↑  마일스 1997, 284쪽.
6. 1 2  레이 2016, 5장.
7. ↑  데이비스 2016, 1부.
8. ↑  운테르베르거 2006, 223–224쪽.
9. 1 2 3 4 5 6  루이손 1989, 150쪽.
10. 1 2  윈 2009, 203쪽.
11. 1 2 3 4 5  워맥 2014, 265쪽.
12. ↑  “Report denied that Beatles plan Central Park reunion concert” [비틀즈는 센트럴 파크 재결합 콘서트를 계획하고 있지 않다]. 《보스턴 글로브》 (영어). AP. 1994년 2월 14일. 36면  – Newspapers.com  경유.
13. ↑  리스터, 데이비드 (1994년 2월 13일). “Revealed: the secret songs of the Beatles” [공개: 비틀즈의 비밀의 노래]. 《인디펜던트》 (영어). 2022년 8월 9일에 원본 문서에서 보존된 문서. 2022년 8월 9일에 확인함.
14. ↑  블레드소, 웨인 (1995년 11월 19일). “'Anthology' prompts another Beatles invasion” ['Anthology'는 또 다른 비틀즈의 정복을 유도한다]. 《녹스빌 뉴스-센티널》 (영어). 137면  – Newspapers.com  경유.
15. 1 2  퀀틱 2002, 159쪽.
16. ↑  운테르베르거 2006, 223쪽.
17. ↑  런택, 조던 (2013년 9월 16일). “20 Unreleased Beatles Recordings We Want To Hear” [우리가 듣고 싶은 비틀즈의 미발매 작품 20선] (영어). VH1. 2022년 8월 9일에 원본 문서에서 보존된 문서. 2022년 8월 9일에 확인함.
18. ↑  《Thingumybob / Yellow Submarine》 (싱글 라벨). John Foster & Sons Ltd. Black Dyke Mills Band. 미국: 애플 레코드. 1968년. 1800.
19. 1 2 3  워맥 2014, 901–902쪽.

### 참고 문헌
- 마일스, 베리 (1997년). 《Paul McCartney: Many Years from Now》. 런던: 세커 & 워버그. ISBN 978-0-436-28022-1. (가입 필요).
- 호킨슨, 마크 (2013년) [1991년]. 《Marianne Faithfull: As Years Go By》 3판. 뉴욕: 옴니버스. ISBN 978-1-780-38837-3. (가입 필요).
- 레이, 스펜서 (2016년). 《Love Me Do to Love Me Don't: Beatles on Record》. 카마던: 맥니더 앤드 그레이스. ISBN 978-0-857-16134-5.
- 데이비스, 헌터 (2016년). 《The Beatles Book》. 시티오브웨스트민스터: 펭귄 북스. ISBN 9781473502475.
- 운테르베르거, 리치 (2006년). 《The Unreleased Beatles: Music & Film》. 퍼스: 백비트. ISBN 978-0879308926.
- 루이손, 마크 (1989년). 《The Complete Beatles Recording Sessions: The Official Story of the Abbey Road years 1962-1970》. 뉴욕: 하모니 북스. ISBN 0-600-55798-7. (가입 필요).
- 윈, 존 C. (2009년). 《That Magic Feeling: The Beatles' Recorded Legacy, Volume Two, 1966-1970》. 뉴욕: 스리 리버스. ISBN 978-0-307-45239-9.
- 워맥, 케네스 (2014년). 《The Beatles Encyclopedia: Everything Fab Four》. 샌타바버라: 그린우드. ISBN 978-0313391712.
- 퀀틱, 데이비드 (2002년). 《Revolution: The Making of The Beatles' White Album》. 시카고: 아카펠라. ISBN 1-55652-470-6.